# 卡普坦星
卡普坦星（Kapteyn's Star）也稱為GJ 191、HD 33793或CD -45 1841，位於繪架座，是一顆光譜型 M1 的次矮星，由雅各布斯·卡普坦於1898年所發現，距離太陽僅12.79光年。該恆星視星等9等，必須以望遠鏡觀測。

## 觀測歷史
卡普坦星是由荷蘭天文學家雅各布斯·卡普坦發現於1898年。當卡普坦重新檢視星圖和攝影板時，發現卡普坦星的自行極高，每年在天球上移動超過8角秒。稍後卡普坦星正式被命名以對卡普坦的貢獻致敬。卡普坦星被發現時是當時已知自行最大的恆星，超過葛羅姆布里吉1830。 不過於1916年發現的巴納德星自行速度則進一步超過卡普坦星。2014年天文學家宣布在卡普坦星旁發現兩個超級地球候選天體。

## 特徵

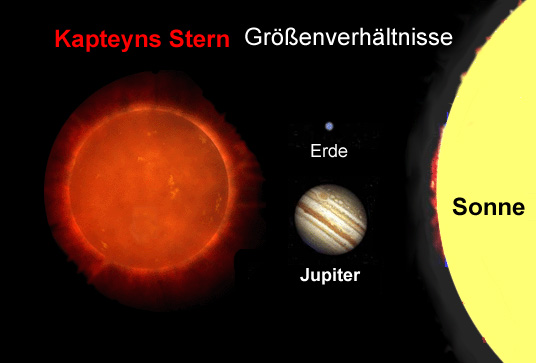
太陽、木星、地球與卡普坦星體積比較。說明文字為德文。

基於天文測量衛星依巴谷卫星的視差量測資料，卡普坦星距離地球12.76光年（3.91秒差距）。約10800年前卡普坦星距離太陽最近時約7.00光年（2.15秒差距）以內，之後逐漸遠離。它的半徑約為太陽的30%，質量則約為太陽的四分之一，並且表面溫度為比太陽低的3500 K，不過前述資料在不同觀測者之間有一些差異。卡普坦星的恒星光谱型為sdM1，代表它是次矮星，其光度低於光譜型同為M1的主序星。卡普坦星的金屬豐度（即氫和氦以外的元素含量）大約是太陽的14%。卡普坦星的變星類型為天龍座BY型變星，因此卡普坦星另有變星名稱繪架座VZ（VZ Pictoris）。這代表卡普坦星的光度會因為恆星自轉造成與色球層和星斑相關的磁場變化而改變。
卡普坦星還有其他特殊的特性：它的自行極高、以反向軌道環繞銀河系中心、目前已知银晕中距離太陽最近的恆星。卡普坦星是共用軌道的移動星群卡普坦移動星群的成員星。基於該移動星群內恆星的化學元素豐度，該星群被認為曾經是某個被銀河系併吞的矮星系殘留的球狀星團半人马座ω的成員星。在矮星系被併吞的過程中，包含卡普坦星在內的星群內恆星可能以潮汐碎片的形式與原本的矮星系分離。

## 行星系統
2014年天文學家宣布在卡普坦星旁發現兩顆超級地球卡普坦b（Kapteyn b）和卡普坦c（Kapteyn c），儘管日後無法進一步證實。卡普坦b年齡約115億年，是已知可能適居行星中最古老的。兩顆行星之間的公轉週期接近5:2，但軌道共振在行星被發現時尚無法證實。兩顆行星的軌道動力學積分顯示這兩顆行星正處於拱線共同旋轉的動態狀態，這暗示該系統已經是長時間動態穩定狀態。該行星系統發現的訊息與科幻小說作家阿拉斯泰尔·雷诺兹的作品「悲傷卡普坦」（Sad Kapteyn）同時公布。
| b (未确认) | >4.5 M⊕ | 0.168 ± 0.005 | 48.616 ± 0.036 | <0.4 |
| c (未确认) | >7.0 M⊕ | 0.311 ± 0.02  | 121.53 ± 0.25  | <0.4 |

## 外部連結
- SolStation.com: Kapteyn's Star（页面存档备份，存于）

### 宣布發現卡普坦星的消息
- "Stern mit grösster bislang bekannter Eigenbewegung", AN 145 (1898) 159/160[永久] (in German)